# My! My! Time Flies!
My! My! Time Flies! – trzeci singel z płyty And Winter Came irlandzkiej wokalistki Enyi. Jest to jeden z jej pierwszych utworów, któremu towarzyszy równomierny akompaniament perkusji i w którym można usłyszeć gitarowe partie solowe zagrane przez Patricka Farella.

## Tekst
Tekst singla zawiera odniesienia do zespołu Beatlesów ("Four guys across Abbey Road/one forgot to wear shoes"), Elvisa Presleya ("a king who's still in the news") oraz B.B. Kinga ("a king to sing you the blues"). Piosenka jest dekowana pamięci znanego gitarzysty z Dublina Jimmy'ego Faulknera, który zmarł w marcu 2008 roku w wieku 92 lat.

## Zawartość singla
1. "My! My! Time Flies" - 3:02